# Augustine Thompson
Augustine Thompson OP (* 21. Juli 1954 in Mineola) ist ein US-amerikanischer Ordensgeistlicher und Historiker.

## Leben
Er erwarb 1976 den BA (Geschichte) an der Johns Hopkins University, 1976 den MA (Geschichte) an der Johns Hopkins University, 1980 den BA (Philosophie) an der Dominican School of Philosophy and Theology, 1985 den M. Div. an der Dominican School of Philosophy and Theology, 1988 den Ph.D. (Geschichte) an der University of California, Berkeley und 2008 den Sacrae Theologiae Magister. Von 2009 bis 2022 war er Professor für Geschichte an der Dominican School of Philosophy and Theology.

## Schriften (Auswahl)
- Revival preachers and politics in thirteenth-century Italy. The great devotion of 1233. Oxford 1992, ISBN 0-19-820287-3.
- Gratian: The treatise on laws (Decretum DD, 1–20). With the Ordinary gloss. Washington, D.C. 1993, ISBN 0-8132-0785-1.
- Cities of God. The religion of the Italian communes, 1125–1325. University Park 2005, ISBN 0-271-02477-1.
- Francis of Assisi. A new biography. Ithaca 2012, ISBN 978-0-8014-5070-9.